# Konda (langue)
Pour les articles homonymes, voir Konda et kfc.
Le konda (ou koṇḍa dora) est une langue dravidienne, parlée par environ 20 000 Aborigènes en 2007 essentiellement dans les districts du nord-ouest d'Andhra Pradesh, dans l'Assam et dans l'Odisha, en Inde .

## Sources
- (en) Bhadriraju Krishnamurti, 2003, The Dravidian Languages, Cambridge, Cambridge University Press.